# Kees van der Zalm
Cornelis „Kees” van der Zalm (ur. 30 września 1901 w Loosduinen, zm. 25 grudnia 1957 w Morwell) – piłkarz holenderski grający na pozycji pomocnika. W swojej karierze rozegrał 3 mecze w reprezentacji Holandii.

## Kariera klubowa
W swojej karierze piłkarskiej van der Zalm grał w klubie VUC Den Haag.

## Kariera reprezentacyjna
W reprezentacji Holandii van der Zalm zadebiutował 12 czerwca 1927 roku w zremisowanym 1:1 towarzyskim meczu z Danią, rozegranym w Kopenhadze. W 1928 roku był w kadrze Holandii na igrzyska olimpijskie w Amsterdamie. Od 1927 do 1929 roku rozegrał w kadrze narodowej 3 mecze.